# Війтовецький район
Війтовецький райо́н (Войтовецький) — колишній район Проскурівської округи УСРР. Адміністративний центр — Війтівці, згодом Купіль.

## Історія
Утворений 7 березня 1923 року в складі Проскурівської округи Подільської губернії з частин Третельницької, Сарнівської волостей Проскурівського повіту Подільської губернії і Купільської волости Старо-Костянтинівського повіту Волинської губернії.
19 листопада 1924 року до складу району увійшли села Холодець, Купель, Нурчино, Чорнявка і Кржачки Волочиського району.
Після ліквідації округ 15 вересня 1930 року райони передані в пряме підпорядкування УСРР.
Ліквідований 3 лютого 1931 року з віднесенням території до складу Волочиського району.